# Stenhousemuir
Stenhousemuir ist eine Ortschaft in der schottischen Council Area Falkirk. Sie gehört zu der Agglomeration um Falkirk und liegt etwa vier Kilometer nordwestlich des Stadtzentrums von Falkirk und elf Kilometer südöstlich von Stirling. Das westlich gelegene Larbert und das östliche gelegene Carron schließen nahtlos an Stenhousemuir an. Mit der Stenhouse and Carron Parish Church befindet sich ein Denkmal der höchsten schottischen Kategorie A in der Stadt.

## Geschichte
Auf Grund der geographischen Nähe zum Antoninuswall war der Standort des heutigen Stenhousemuirs spätestens seit der Zeit der römischen Besatzung Großbritanniens besiedelt. Dort befand sich ein als Arthur’s O’On bezeichneter römischer Tempelbau, der jedoch 1743 zerstört wurde, da die Steine zum Neubau eines Damms am Carron benötigt wurden. Zu diesem Zeitpunkt befanden sich die Ländereien von Stenhouse in Besitz des Clans Bruce. Die Stadt entwickelte sich in dieser Zeit um ein Herrenhaus des Clans, das in den 1960er Jahren abgerissen wurde.
Im 18. Jahrhundert im Zuge der Industrialisierung wuchs Stenhousemuir rasch. 1759 siedelte sich mit den Carron Iron Works eine Eisenhütte an. Zudem fanden in der Stadt bis ins 19. Jahrhundert bedeutende Viehmärkte statt. Ein Golfplatz nimmt heute diese Flächen ein. 2008 wurden öffentliche Gelder in Höhe von 15 Mio £ für die Sanierung des Stadtzentrums mit öffentlichen Plätzen, einer Bücherei und Sportstätten zur Verfügung gestellt. Im Jahre 2001 lebten 10.049 Personen in Stenhousemuir.

## Verkehr
Nördlich von Stenhousemuir verlaufen die Autobahnen M9 und M876, welche die Stadt an das Fernstraßennetz anschließen. Durch die nördlichen Teile Stenhousemuirs verläuft die A88. Stenhousemuir verfügt über keinen Anschluss an das Eisenbahnnetz. Der nächstgelegene Bahnhof befindet sich im benachbarten Larbert. Der internationale Flughafen Edinburgh liegt rund 30 km entfernt.